# Lestrigonus latissimus
Lestrigonus latissimus är en kräftdjursart som först beskrevs av Carl Erik Alexander Bovallius 1889.  Lestrigonus latissimus ingår i släktet Lestrigonus och familjen Lestrigonidae. Inga underarter finns listade i Catalogue of Life.